# Шаразор (эялет)
Эялет Шаразор  (осман. ایالت شهر زور‎;тур. Şehrizor) был эялетом Османской империи на территории современного Иракского Курдистана. Основан в 1554 году, упразднён в 1862 году. 

## История

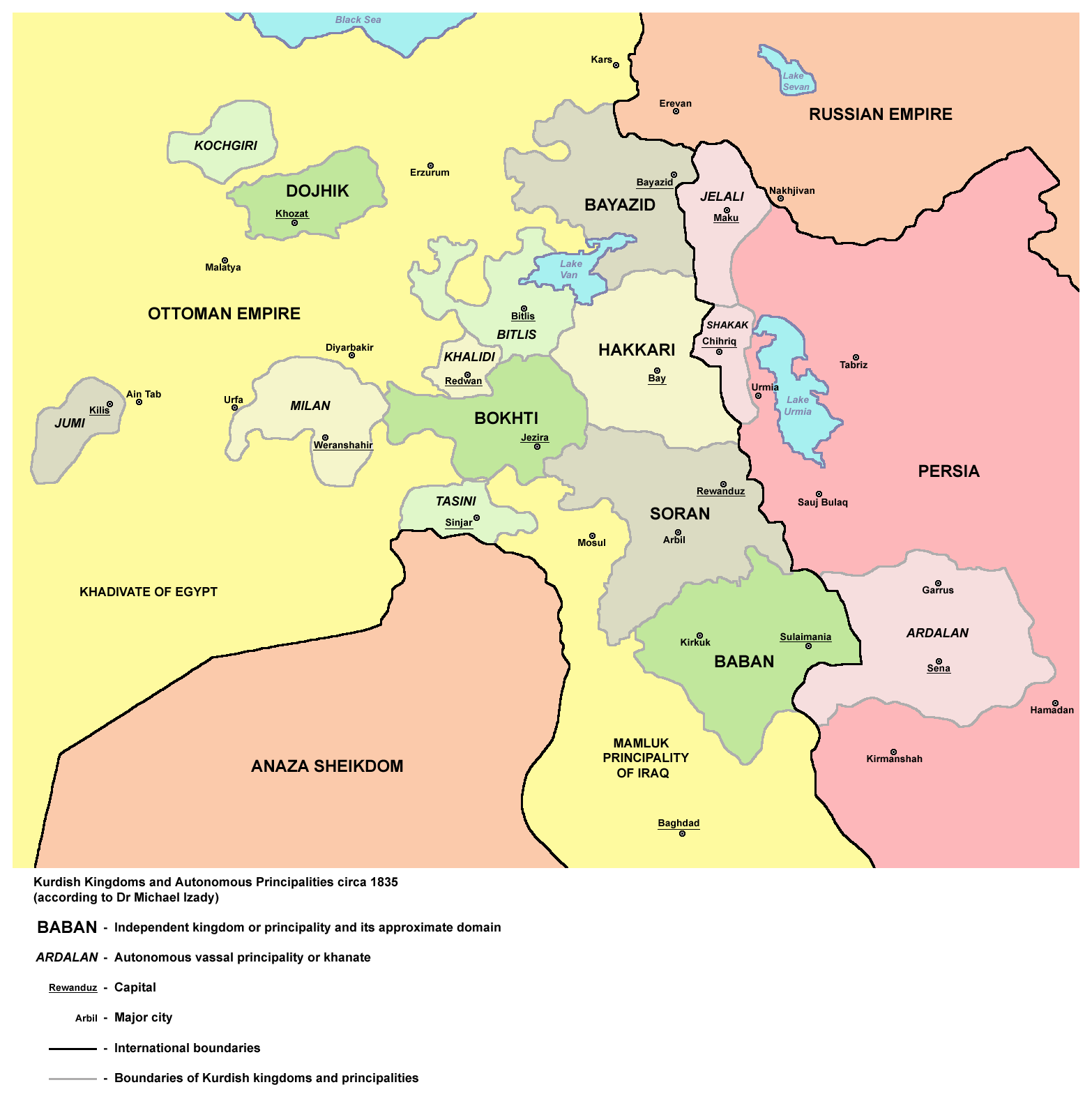
Курдские эмираты на территории эялета Шаразор (1835)

После поражения персидской армии в битве при Чылдыране в 1514 году бо́льшая часть курдских государств попала под влияние османов. В 1554 году территорию современного Иракского Курдистана завоевали османские войска султана Сулеймана I. Когда османы завоевали регион они решили отдать его управление местным курдским феодалам в обмен на обеспечение безопасности границы Османской империи от иранского нападения. Поэтому эялет фактически был автономным, губернаторами Шаразора в основном были члены курдских кланов. В городах не было османских гарнизонов, а от государственных налогов курдские эмиры были освобождены. В XVII — XVIII веках эялет Шаразор находился под контролем курдского рода Бабан. Эмир Бабана Сулейман-бек в 1694 году вторгся в Иран, победив войска курдского княжества Ардалан. Османский султан Мустафа II в благодарность за это даровал ему наследственные права правителя эмирата Бабан. В 1781 году эмир Махмуд-паша начал строительство города Сулеймания, куда перенёс столицу эялета в 1784 году. XIX век отметился рядом восстаний курдских племён в Шахризоре. С 1806 по 1818 год проходило восстание под предводительством Абдурахмана-паши. В 1844 году поднял восстание Ахмед-паша. В 1847 году багдадский правитель Неджиб-паша разбил Ахмеда-пашу в битве недалеко от Коя. В 1862 году эялет Шахризор был присоединён к Багдадскому пашалыку. 